# 中山美里
中山 美里（なかやま みさと、1977年 - ）は、性風俗や女性の生き方などを中心に雑誌、WEBで取材・執筆を行うフリーライター・編集者である。
編集プロダクション株式会社オフィスキング所属。JPG事務局員も務めた。東京都生まれ。

## 来歴
高校卒業後、水商売などを経てライターに。援助交際経験を綴る『16歳だった』で作家デビュー。著書に「高齢者風俗嬢」等。
「体を売る女をバカ扱いするな」が信条。22歳で未婚のまま出産。10年のシングルマザー生活後、結婚。3児の母。
2016年にAV強要問題が発覚、AVプロダクション有志が団体を立ち上げることになり取材歴のあった中山に声がかかる。当初は葛藤したが、強要問題渦中に合ったプロダクションが「業界内では優良と思われていた」こと、「強要はないにしろ、不公平なパワーバランスだったこと」、「女優の環境を整えることにおいて、団体と関係を持つのはいいことだと思えた」の3点から協力することを決意した。
2022年7月に開始された、AV出演被害防止・救済法改正を呼び掛ける署名運動「女優・男優・スタッフが働きやすい『AV新法』にしてください」共同発起人。2022年8月31日をもってJPG幹事、事務局長を退任。
2022年11月7日より一般社団法人siente代表理事。

## 主な著書
- 『16歳だった 〜私の援助交際記』（幻冬舎／2004年）（中国語2カ国語に翻訳）
- 『Street』（幻冬舎／2006年）
- 『性職者の人々―あの世界の仕事師たち』（宙出版／2006年）
- 『漂流遊女』（ミリオン出版／2013年）
- 『ネット風俗嬢』（リンダパブリッシャーズ／2015年）
- 『高齢者風俗嬢』（洋泉社／2016年）
- 『副業愛人』（徳間書店/2019年）
- 『ルポ高齢者のセックス』（扶桑社BOOKS新書/2024年）

## メディア出演歴

### テレビ
- じっくり聞いタロウ〜スター近況報告〜（2022年、2023年、テレビ東京）